# Castillejo-Sierra
Castillejo-Sierra là một đô thị trong tỉnh Cuenca, cộng đồng tự trị Castile-La Mancha Tây Ban Nha. Đô thị này có diện tích là 30,27 ki-lô-mét vuông, dân số năm 2009 là 38 người với mật độ 1,26 người/km². Đô thị này có cự ly km so với tỉnh lỵ Cuenca.